# Amatori Modena 1945
L'Amatori Modena 1945; Amatori Modena dal 1945 al 1979 e dal 1981 al 1986, Hockey Modena dal 1979 al 1981, Polisportiva Sacca Amatori Modena dal 1986 al 1994 e Modena Hockey dal 1994 al 2011), meglio nota come Amatori Modena, è una società italiana di hockey su pista con sede a Modena. I suoi colori sociali, ispirati allo stemma cittadino, sono il giallo e il blu.
Costituito nel 1945, il club cambiò denominazione più volte nel corso della propria storia.
La formazione gialloblu è stata protagonista dell'hockey nazionale a cavallo degli anni '50 e '60, aggiudicandosi due scudetti (1957 e 1960) e disputando due finali di Coppe Italia. Si è aggiudicata anche quattro campionati di seconda divisione (Serie B 1952, Serie A2 1984-1985, Serie A2 1997-1998 e Serie A2 2004-2005).
A livello europeo vanta tre partecipazioni alla Coppa CERS.
Tra le file dei modenesi disputò due stagioni (dal 1969 al 1971) il portiere della nazionale Francesco Fontana.

## Colori e simboli
L'uniforme principale di gioco è formata da maglia di colore giallo con pantaloncini e calzettoni blu che richiamano i colori della città di Modena.

## Strutture
L'impianto interno dell'Amatori Modena è il Palaroller di Castelnuovo Rangone. Dal 2017 è il palazzo dello sport di casa della squadra. Può ospitare 200 spettatori.

## Organigramma societario
Dati aggiornati alla stagione 2023-2024, tratti dal sito internet ufficiale della Federazione Italiana Sport Rotellistici.
- Presidente: Francesco Viscomi
- Vicepresidente: Yuri Capoluongo
- Segretario: Caterina Barbieri
- Direttore sportivo: Andrea Panzani
- Addetto stampa: Federico Sabbatini

## Palmarès
2 trofei
- Campionato italiano: 2

1957, 1960

## Statistiche

### Partecipazioni ai campionati
| Livello | Categoria | Partecipazioni | Debutto   | Ultima stagione | Totale |
| ------- | --------- | -------------- | --------- | --------------- | ------ |
| 1º      | Serie A   | 23             | 1953      | 1975            | 33     |
| 1º      | Serie A1  | 10             | 1983-1984 | 2006-2007       | 33     |
| 2º      | Serie B   | 9              | 1950      | 1982-1983       | 34     |
| 2º      | Serie A2  | 25             | 1984-1985 | 2023-2024       | 34     |
| 3º      | Serie C   | 6              | 1946      | 1980-1981       | 9      |
| 3º      | Serie B   | 3              | 1994-1995 | 2011-2012       | 9      |

### Partecipazione alle coppe nazionali
| Competizione                 | Partecipazioni | Debutto   | Ultima stagione |
| ---------------------------- | -------------- | --------- | --------------- |
| Coppa Italia                 | 33             | 1966      | 2006-2007       |
| Coppa di Lega/Federation Cup | 7              | 1998-1999 | 2018-2019       |

### Partecipazioni alla coppe internazionali
| Competizione   | Partecipazioni | Debutto   | Ultima stagione |
| -------------- | -------------- | --------- | --------------- |
| Coppa CERS/WSE | 3              | 2000-2001 | 2002-2003       |

## Organico
Dati aggiornati alla stagione 2023-2024, tratti dal sito internet ufficiale della Federazione Italiana Sport Rotellistici.

### Giocatori
| N° | Naz.              | Ruolo | Sportivo             |  |  |  |
| -- | ----------------- | ----- | -------------------- |  |  |  |
| 1  | Italia (bandiera) | P     | Andrea Lucchi        |  |  |  |
| 2  | Italia (bandiera) | A     | Diego Vaccari        |  |  |  |
| 5  | Italia (bandiera) | D     | Pietro Malagoli      |  |  |  |
| 14 | Italia (bandiera) | P     | Mattia Vaccari       |  |  |  |
| 17 | Italia (bandiera) | D     | Samuele De Pietri    |  |  |  |
| 19 | Italia (bandiera) | A     | Peter Heimi          |  |  |  |
|    | Italia (bandiera) | A     | Davide Ferri         |  |  |  |
| 26 | Italia (bandiera) | D     | Alessandro Cunegatti |  |  |  |
| 29 | Italia (bandiera) | A     | Enrico Pochettino    |  |  |  |
| 31 | Italia (bandiera) | A     | Ettore Barbieri      |  |  |  |
| 79 | Italia (bandiera) | P     | Luca Moncalieri      |  |  |  |
| 86 | Italia (bandiera) | A     | Christopher Bozzetto |  |  |  |

### Staff tecnico
- Allenatore:  Roberto Crudeli